# Trekantsambandet

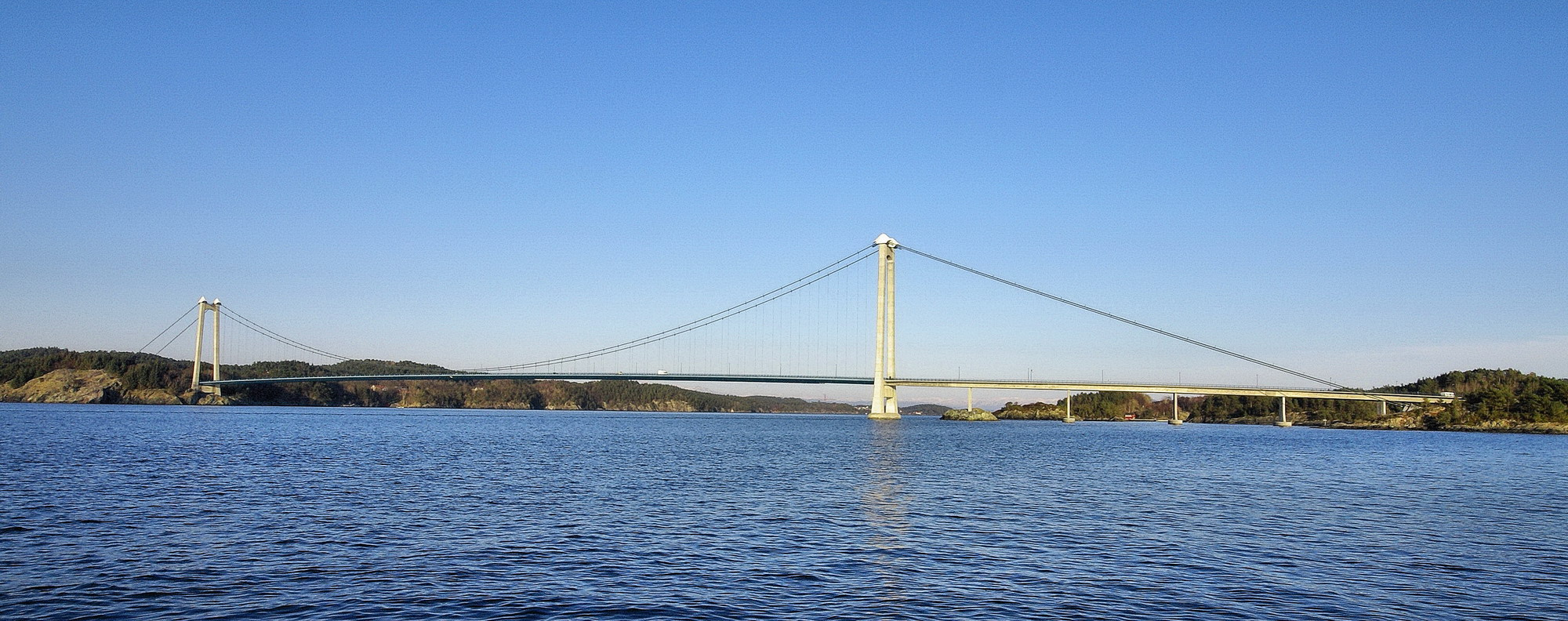
Die Brücke Stordabru

Das Trekantsamband (auf Deutsch „Dreiecksverbindung“) ist eine Straßenverbindung an der norwegischen Westküste zwischen Bergen und Stavanger. Sie verbindet die Inselkommunen Stord und Bømlo mit Sveio und damit dem Festland.
Das Bauwerk besteht im Wesentlichen aus den zwei Hängebrücken Stordabru und Bømlabru, der niedrigen Brücke Spissøybru sowie dem 7,8 km langen unterseeischen Tunnel Bømlafjordtunnel, dessen tiefster Punkt 260 m unter dem Meeresspiegel liegt. Die beiden erstgenannten Hängebrücken gehören zu den größten Hängebrücken in Norwegen (Spannweite der Stordabru 677 m). Mit einbezogen wurden die Inseln Spissøy, Nautøy und Føyno, die somit nun ebenfalls mit dem Festland verbunden sind. Die Dreiecksverbindung wurde am 30. April 2001 dem Verkehr übergeben.
Das Trekantsamband ersetzt die drei Fährverbindungen Valevåg–Skjersholmane, Valevåg–Mosterhamn und Sagvåg–Siggjarvåg und ermöglichte ein Ausdünnen der Linie Skjersholmane-Utbjoa.

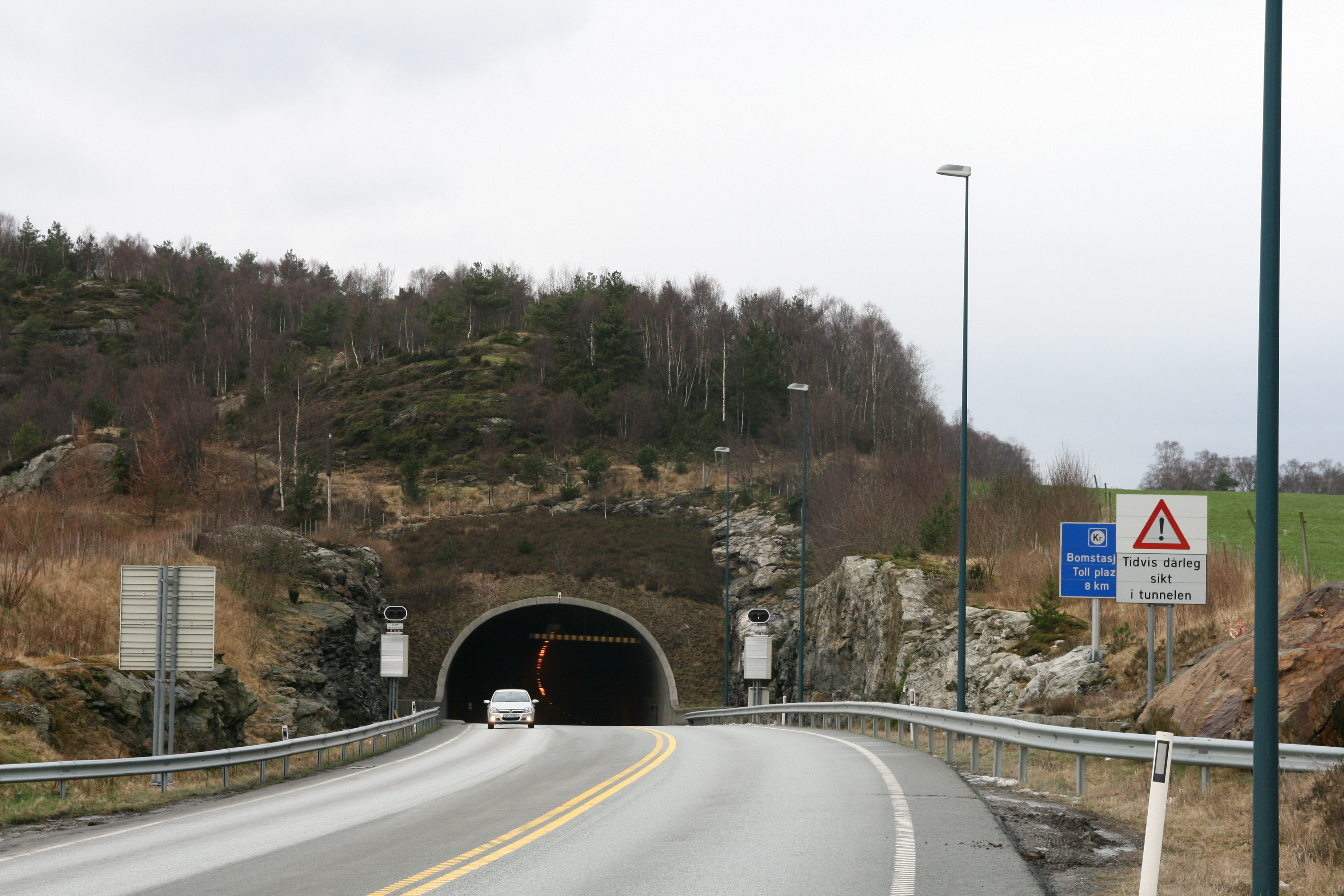
Der Bømlafjordtunnel

Der Bømlafjordtunnel und die Stordabru sind Teil der Europastraße 39, der wichtigsten Straßenverbindung zwischen Bergen und Stavanger. Dieser zuerst fertiggestellte Teil des Trekantsambandet wurde bereits am 28. Dezember 2000 für den Verkehr freigegeben.
Das gesamte Bauwerk kostete 1,814 Milliarden Norwegische Kronen, wovon 476 Millionen Kronen auf den Tunnel entfielen. Die Finanzierung erfolgte durch den norwegischen Staat und durch Einnahmen aus Mautgebühren. Die Bezahlstelle befand sich auf der Insel Føyno; die Bezahlung konnte bar oder elektronisch erfolgen. 2013 waren die Baukosten und Zinsen durch die Gebühren eingebracht und die Mautstation auf der E39 wurde abgebaut. Auf der Bømlabru befindet sich seitdem eine automatisierte Mautstelle, die aber nicht der Finanzierung des Trekantsamband dient, sondern dem kommunalen Straßenbau der Kommune Bømlo zufließt.
Das Trekantsamband kostete am Ende weniger als ursprünglich veranschlagt. Es war beabsichtigt, dass die Kommune Bømlo einen Teil der Mauteinnahmen für den lokalen Straßenbau verwendet. Dem haben aber die Nachbarkommunen widersprochen, sodass auch diese Summe schließlich der Gesamtfinanzierung zugutekam.